# Regulierwehr Port

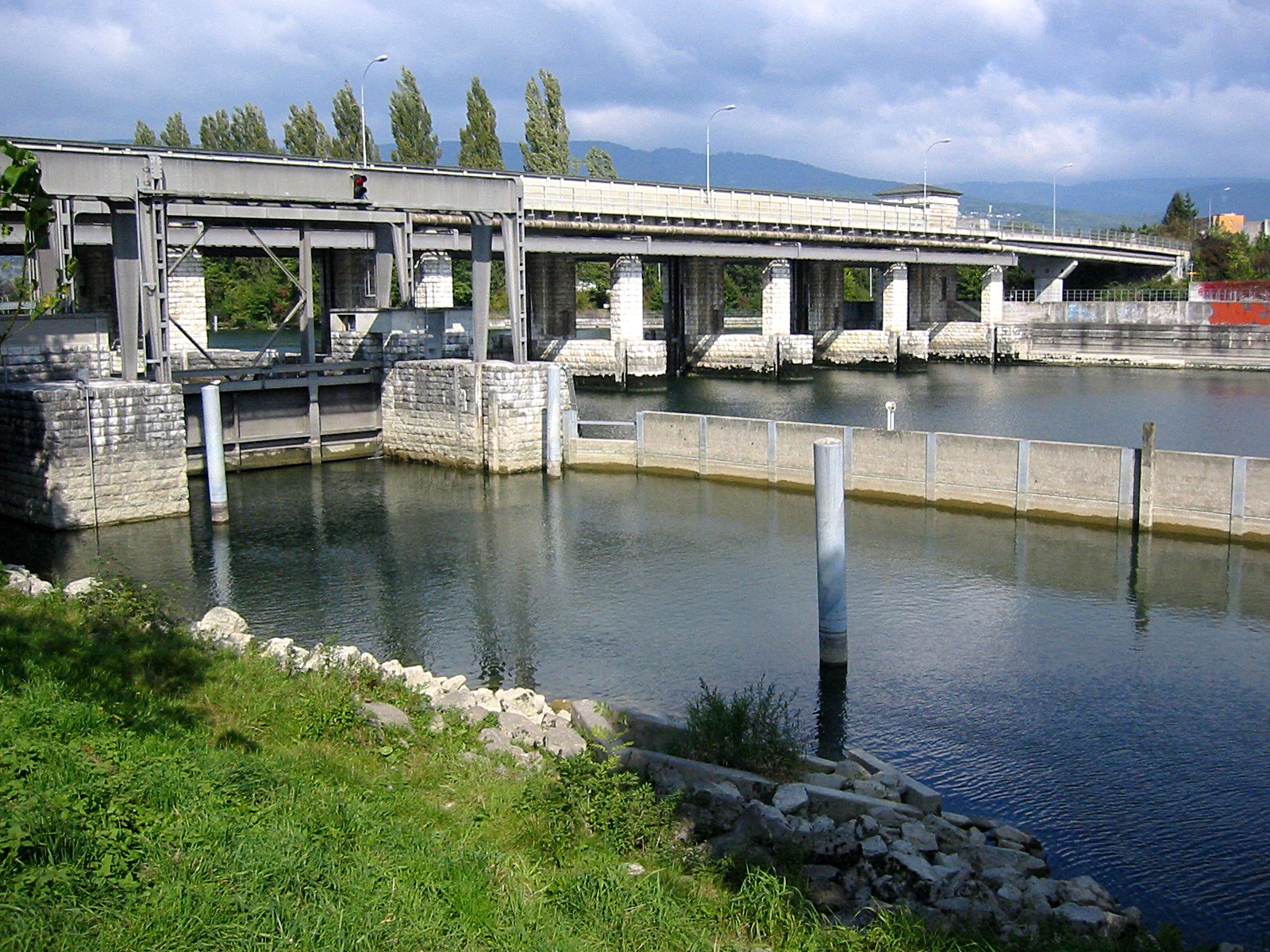
Regulierwehr mit Schleuse (links), Unterwasser

Kanäle der Juragewässerkorrektion

Das Regulierwehr Port ist eine Wasserbauanlage im Nidau-Büren-Kanal und dient zum Ausgleich der Wasserstände in den Seen am Jurafuss und des Abflusses der Aare. Die Fallhöhe beträgt zwischen 3,0 m bei Niedrigwasser und ausgeglichenem Wasserstand mit offenen Wehrschützen bei Extremhochwasser.

## Geschichte

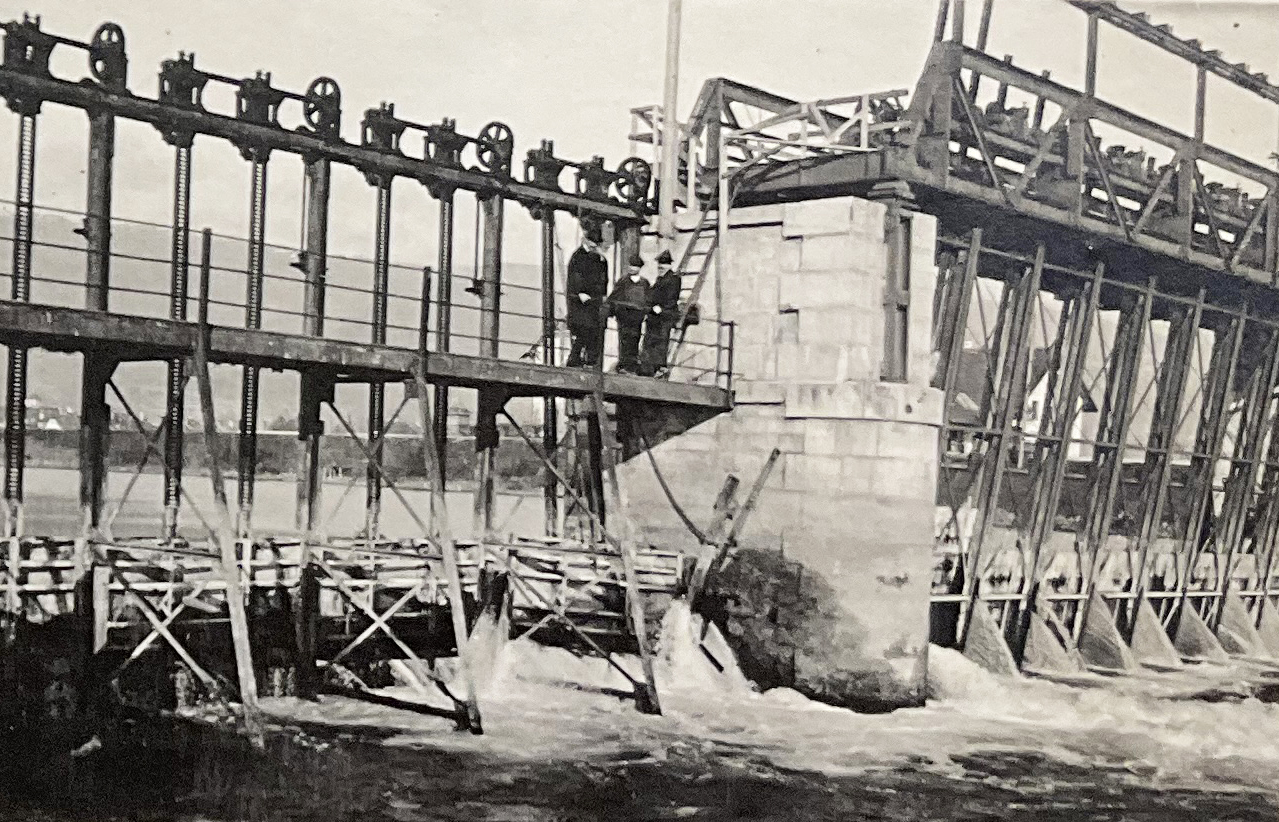
Stauwehr Nidau, 1921

Seit der ersten Juragewässerkorrektion von 1875 bis 1878 fliesst das Wasser der Aare von Aarberg aus nicht mehr direkt im alten Gerinne nach Büren an der Aare, sondern im Hagneckkanal nach Nordwesten und bei Hagneck in den Bielersee. Damit können die drei Jurarandseen (Bielersee, Neuenburgersee und Murtensee) eine Ausgleichfunktion bei den oft wiederkehrenden Hochwassern der Aare wahrnehmen und der Fluss erreicht im Unterlauf nicht mehr so hohe Wasserstände wie in früheren Jahrhunderten. Von 1885 bis 1887 wurde im Nidau-Büren-Kanal oberhalb der Einmündung der alten Zihl ein Absperrwerk errichtet, das den Abfluss aus dem Bielersee hemmen sollte.

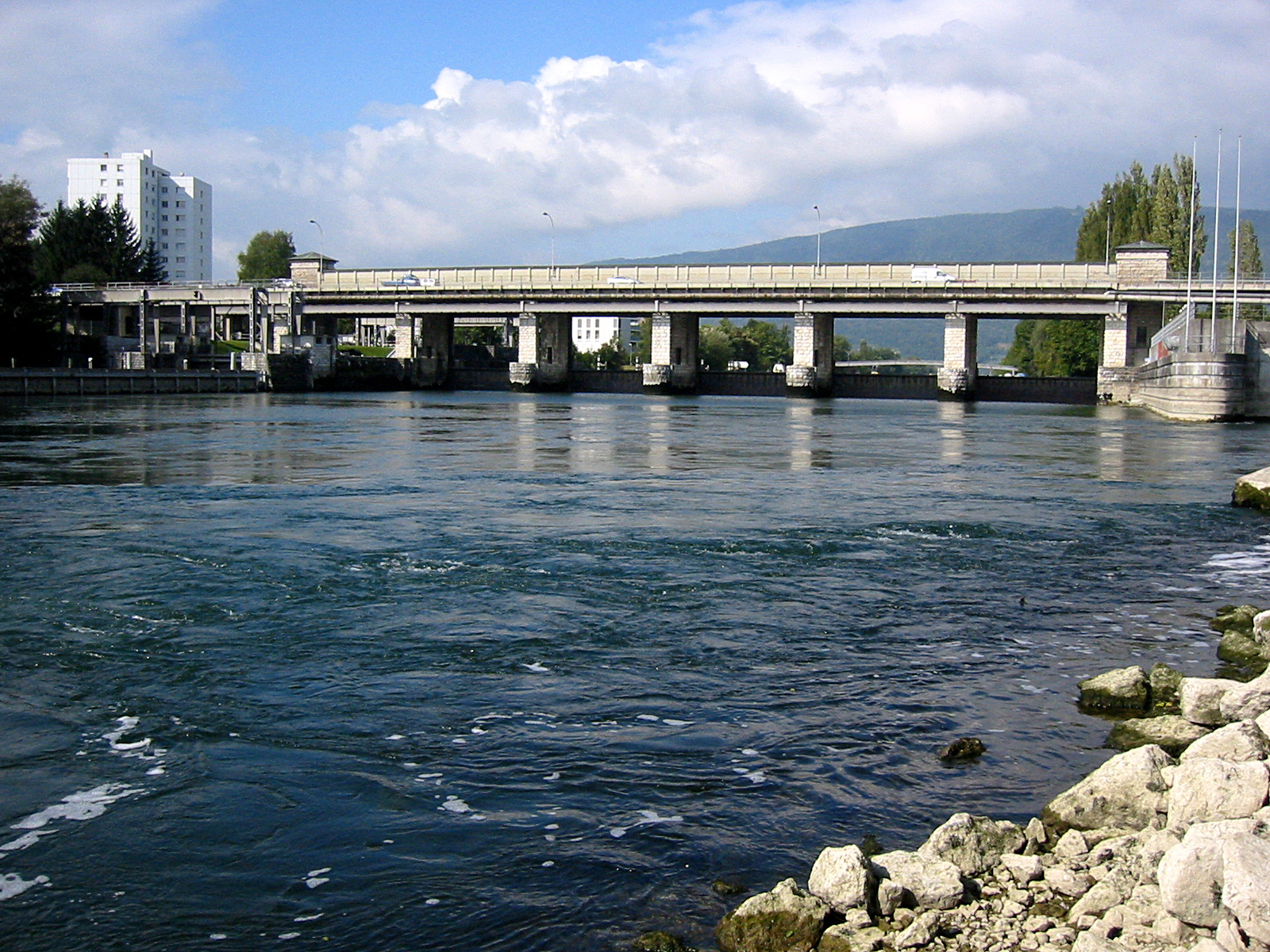
Unterwasser des Regulierwehrs

Nachdem seither gelegentlich doch wieder grosse Überschwemmungen unterhalb des Kanals vorkamen – besonders im regenreichen Jahr 1910 –, baute der Kanton Bern mit der Unterstützung durch die Eidgenossenschaft unterhalb des Zusammenflusses des Nidau-Büren-Kanals und der Zihl, des alten Abflusses des Bielersees, im Zuge der zweiten Juragewässerkorrektion von 1936 bis 1939 das Regulierwehr bei Port. Neben den fünf Wehrschützen enthält es auch eine Schleuse für die Schifffahrt auf der Aare. Auf dem Wehr verläuft eine Strassenbrücke von Port nach Brügg. Bei der zweiten Juragewässerkorrektion sollten die Abflussverhältnisse der Aare und der Ausgleich zwischen den Seen verbessert werden, wodurch sich die Regulierwirkung des Wehrs bei Port noch verstärken sollte.

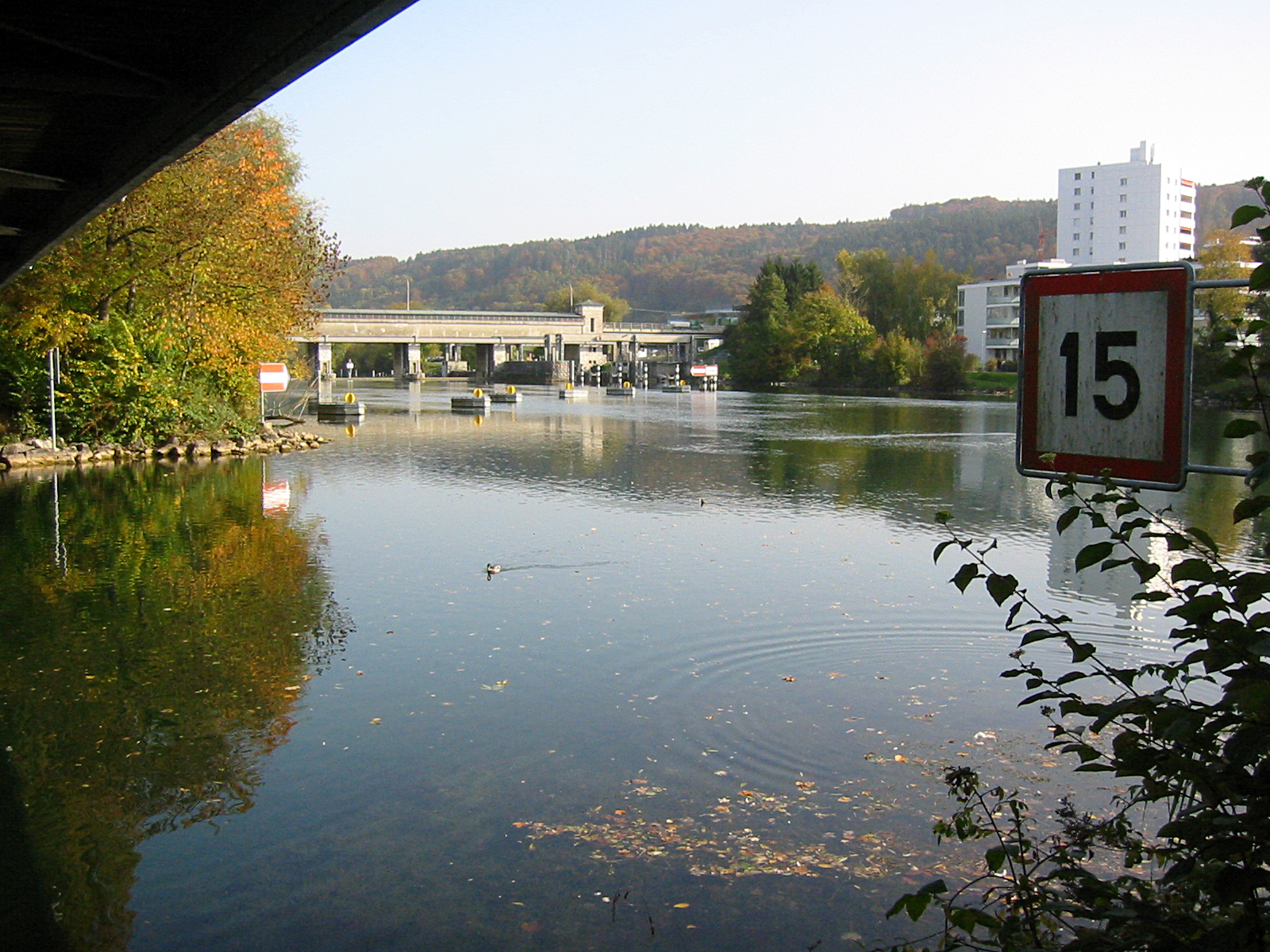
Oberwasser mit Sicherheitsbojen

## Heutige Nutzung
Das Wehr, bei dem die Messstelle Aare Brügg liegt, wird von der Regulierzentrale im Wasser- und Energiewirtschaftsamt in Bern aus gesteuert. Es reguliert den Abfluss des in den Jurarandseen gespeicherten Wassers, das vor allem wegen der Hochwasser der Alpenzuflüsse schwankt. Gemäss einem Abkommen zwischen den Kantonen Bern, Solothurn und Aargau soll die Aare stets nur so viel Wasser führen, dass bei Murgenthal eine festgelegte Maximaldurchflussmenge nicht überschritten wird, die am Unterlauf der Aare noch nicht zu Überschwemmungen führt. Bei ausserordentlich starken Niederschlägen im Einzugsbereich der Aare und besonders der unterhalb von Solothurn einmündenden Emme ist die Regulierung nicht immer konfliktlos und zeitgerecht möglich, wie sich bei einem Hochwasser am 8. August 2007 gezeigt hat, bei dem Teile der Stadt Aarau und Uferzonen mehrerer Dörfer in den Kantonen Solothurn und Aargau überschwemmt wurden.
Seit 2008 wird zusätzlich eine Prognoseregulierung angewandt: Falls die prognostizierten Zuflüsse der Aare einen starken Anstieg des Wasserspiegels im Bielersee erwarten lassen, wird der Abfluss am Regulierwehr Port erhöht und so der Seespiegel vorab gesenkt. Dadurch wird das Rückhaltevolumen aller Jurarandseen vergrössert. Eine Vorabsenkung des Seespiegels wurde beim Hochwasser 2013 durchgeführt.
Anlässlich der Generalüberholung des Regulierwehrs von 1989 bis 1992 baute die Bielersee Kraftwerk AG auf der Nordseite neben dem Wehr das Wasserkraftwerk Brügg, das ab 1995 eine durchschnittliche Jahresproduktion von 25 Millionen Kilowattstunden erzielt.